# Stemonosudis
Stemonosudis is een geslacht van straalvinnige vissen uit de familie van barracudinas (Paralepididae). Het geslacht is voor het eerst wetenschappelijk beschreven in 1951 door Harry.

## Soorten
- Stemonosudis bullisi Rofen, 1963
- Stemonosudis distans (Ege, 1957)
- Stemonosudis elegans (Ege, 1933)
- Stemonosudis elongata (Ege, 1933)
- Stemonosudis gracilis (Ege, 1933)
- Stemonosudis intermedia (Ege, 1933)
- Stemonosudis macrura (Ege, 1933)
- Stemonosudis miscella (Ege, 1933)
- Stemonosudis molesta (Marshall, 1955)
- Stemonosudis rothschildi Richards, 1967
- Stemonosudis siliquiventer Post, 1970